# منطقه قصیر
منطقه قصیر (به عربی: منطقه القصیر) یک منطقه در سوریه است که در استان حمص واقع شده است.

## خصوصیات
منطقه قصیر، ۵۹۸٫۸۰ کیلومترمربع مساحت و ۱۰۷٬۴۷۰ نفر جمعیت دارد.